# Coppa Sabatini 1970
La Coppa Sabatini 1970, diciannovesima edizione della corsa, si svolse il 1º ottobre 1970 su un percorso di 234 km. La vittoria fu appannaggio dello svedese Gösta Pettersson (primo non italiano a imporsi nella storia della Coppa Sabatini), che completò il percorso in 5h50'00", precedendo il belga Patrick Sercu e l'italiano Mauro Simonetti.

## Ordine d'arrivo (Top 10)
| Pos. | Corridore        | Squadra   | Tempo    |
| ---- | ---------------- | --------- | -------- |
| 1    | Gösta Pettersson | Ferretti  | 5h50'00" |
| 2    | Patrick Sercu    | Dreher    | a 0'35"  |
| 3    | Mauro Simonetti  | Ferretti  | s.t.     |
| 4    | Costantino Conti | Scic      | s.t.     |
| 5    | Donato Giuliani  | Filotex   | a 0'45"  |
| 6    | Gianni Motta     | Salvarani | s.t.     |
| 7    | Franco Bitossi   | Filotex   | s.t.     |
| 8    | Marcello Bergamo | Filotex   | s.t.     |
| 9    | Luigi Sgarbozza  | Dreher    | s.t.     |
| 10   | Marino Basso     | Molteni   | s.t.     |